# Voltol
Voltol ist ein Ölgemisch aus Raps- und Mineralöl mit herabgesetzter Zähflüssigkeit und niedrigerem Stockpunkt. Das Produkt wird durch elektrisches Cracken mit einem elektrischen Feld unter Wechselspannung hergestellt. Es findet Verwendung als Schmieröl hauptsächlich für Flug- und Automotoren und als Hydrauliköl. Es ist in Deutschland und englischsprachigen Ländern unter dem Handelsnamen Voltol-Gleitöl im Handel und in Belgien als Elektrion-Schmieröl.

## Chemische Grundlagen
Öle bestehen aus langkettigen, nicht elektrisch geladenen Kohlenwasserstoffketten. Zwischen den Ketten kommt es aufgrund der Van-der-Waals-Kräfte zu Wechselwirkungen, die die Ketten aneinander haften lassen. Die Öle werden bei niedrigen Temperaturen zähflüssig, stocken und werden zu Wachs, und verlieren die Eigenschaft, dorthin zu gelangen, wo sie die Reibung verringern sollen. Bei höheren Temperaturen beginnen die Moleküle zu schwingen, die schwachen Van-der-Waals-Brücken werden aufgebrochen, die Kohlenwasserstoffketten verlieren die Fixierung und das Öl wird wieder flüssiger. Mit Wechselstrom können die Van-der-Waals-Brücken dauerhaft gestört werden, so dass der Stockpunkt erst bei niedrigeren Temperaturen eintritt und die Zähflüssigkeit vermindert wird.
Die Haftungsneigung der Kohlenwasserstoffketten kann auch durch die Beimischung von Rapsöl verringert werden. Rapsöl besteht aus langkettigen Carbonsäuren und Carbonsäureestern. Die Carboxygruppen sind sperrig und verhindern dadurch die Ordnung der Kohlenwasserstoffmoleküle. Die beiden Faktoren – Anwendung von elektrischem Wechselstrom und Beimischung pflanzlicher Öle – können den Effekt der Viskositätsstabilisierung über einen großen Temperaturbereich begründen.

## Herstellung
Bis 1945 wurde Voltol in doppelwandigen Glaszylindern erzeugt. Zwischen die Glaswände wurden Kupferfolien eingefügt. Auf die innere Folie wurde Hochspannung mit einer Frequenz von 500 Hz aus einem Transformator angelegt, die äußere lag auf Bezugspotential und diente als Rückleiter. Dadurch entstand ein Spannungsfeld und es kam zu einer Glimmentladung des elektrischen Stroms. In den Glaszylindern befand sich das zu behandelnde Öl. Zuerst wurde das Rapsöl dem Wechselstrom ausgesetzt, dann wurde das Mineralöl nach und nach zugegeben. Die Zylinder wurden in Drehung versetzt, damit das Öl dem Spannungsfeld gleichmäßig ausgesetzt wurde. Die Stromzuführung erfolgte über Schleifkontakte. Der Energieeinsatz wird unterschiedlich angegeben: Das Enemy Oil Committee schätzte 0,5 kWh/kg Voltol, aus den damaligen Geschäftsberichten ergeben sich jedoch zwei bis drei kWh/kg.

## Mischungen
Folgende Mischungen wurden verwendet:
- Hauptprodukt Endvoltol, bestehend aus ⅓ Rapsöl und ⅔ Mineralöl in Gewichtsanteilen, ohne weitere Zusätze.
- Aero-Shell-Mittelöl: Dieses Mittelöl hatte einen hohen Anteil an Endvoltol.
- Voltolisiertes Öl: 95 % Mineralöl, 5 % Endvoltol, in Gewichtsanteilen.
- Mischung ¼ Rapsöl und ¾ Mineralöl in Gewichtsanteilen: dieses Öl wurde in Frankreich mit Kolophonium-Ölen gemischt.[3]

## Veränderungen der Schmiereigenschaften bei Anwendung von Voltol
Nach Auffassung des Enemy Oil Committee wurden bei normalen Motoren folgende Verbesserungen der Schmiereigenschaften festgestellt:
- Das Öl stockt bei tieferen Temperaturen und wird bei niedrigeren Temperaturen flüssig als herkömmliches Schmieröl;
- bei Temperaturanstieg werden die Öle schneller dünnflüssig;
- die Schmierfähigkeit wird verbessert;
- die Motoren werden sauberer, denn voltolisiertes Öl löst den Ölschlamm besser auf.

Bei Flugmotoren zeigten die verfügbaren Daten, dass der Anteil von Voltol am Schmieröl nicht mehr als 5 Gew.-% betragen solle. Ein höherer Pflanzenölanteil würde bei den vorherrschenden hohen Temperaturen verbrennen und zu viele Rückstände hinterlassen.

## Unternehmensgeschichte
1907 gründete Alexandre de Hemptinne (* 17. April 1866 in Gent; † 7. Dezember 1955 ebenda) die Elektrion Fabrik in Wondelgem (seit 1977 Gent-Wondelgem) die Fischöl verarbeitete. De Hemptinne war Chemiker, arbeitete zwei Jahre an der Universität Leipzig bei Wilhelm Ostwald und wurde dort 1893 aufgrund einer Dissertation über die elektrische Leitfähigkeit der Flamme und der Gase promoviert. Seit 1902 war er als Hochschullehrer an der katholischen Universität Löwen tätig und während er aus akademischen Gründen abwesend war, leitete sein junger Direktor Léopold De Cavel ab 1909 das Unternehmen. 1911 begann de Hemptinne erstmals ein Mineralöl zur Schmierung von Dieselmotoren zu produzieren, das besser schmierte, als das bisher verwendete, aber chemisch sehr beständige Fischöl. Er ließ das Verfahren patentieren.

### Erster Weltkrieg

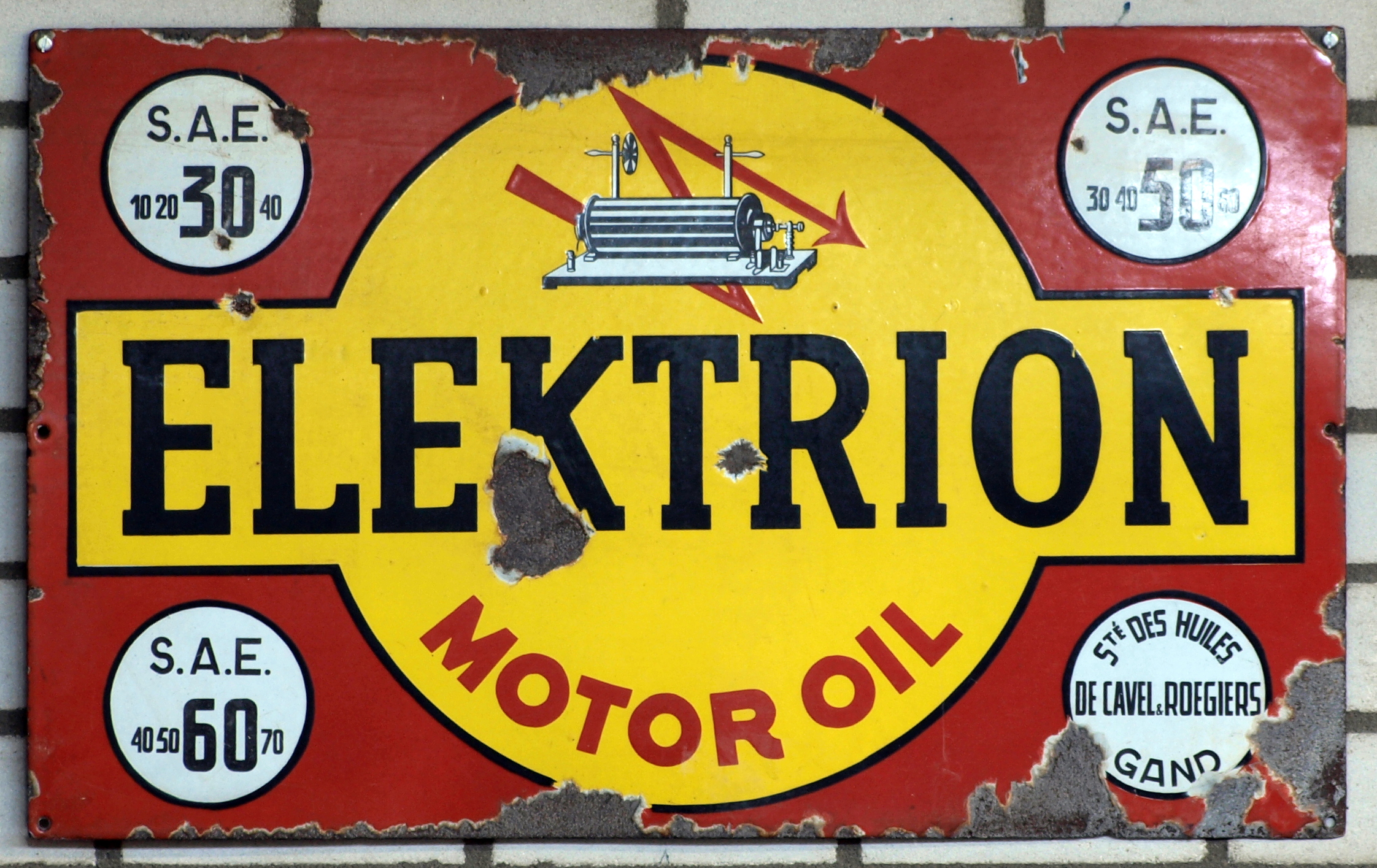
Fortführung der Produktion in Gent

Während des Ersten Weltkriegs wurde de Hemptinne von der deutschen Besatzungsmacht gedrängt, die Elektrion-Ölproduktion für ihren deutschen Vorkriegsdistributor Ölwerken Stern-Sonneborn AG zur Verfügung zu stellen, mit der Drohung, nach Deutschland deportiert zu werden. De Hemptinne und der Geschäftsführer Léopold De Cavel weigerten sich, wie im ersten Protokoll des Vorstands von ELEKTRION SA nach dem Ersten Weltkrieg (13. Mai 1919) angegeben. Anders als der Historiker Henri Pirenne schrieb, wurde die Drohung nicht umgesetzt, doch de Hemptinnes Fabrik konnte aufgrund eigener Sabotage nur kleine Mengen liefern. Daher wurde sie in Potschappel kopiert, das später 1921 zu Freital-Potschappel wurde.
Eine schwer transportable Vorrichtung wurde in Antwerpen stehen gelassen.
Der deutsche Chemiker Walther Nernst, der sich 1889 bei Wilhelm Ostwald habilitierte, und der Physiker Josef Stern erhielten den Auftrag, die Fabrik in Freital-Potschappel wieder in Gang zu setzen. Die Brüder Josef und Leopold Stern und ihr Schwager Jacques Sonneborn, die als Gründer an den Hamburger Ölwerken Stern-Sonneborn AG beteiligt waren, gründeten die Elektrion Öl GmbH in Hamburg. 1917 stellte die Elektrion Öl GmbH einen Bauantrag zur Errichtung einer Fabrikhalle in Birkigt, seit 1923 Freital-Birkigt, und baute sie von 1919 bis 1921.
Die Elektrion-Fabrik in Gent-Wondelgem wurde nach Kriegsende liquidiert. 1919 nahmen die früheren Geschäftsführer von Elektrion, Léopold de Cavel (1885 geboren), und sein Buchhalter, Michel Roegiers Sr. (1896 geboren), die Produktion in Einvernehmen mit De Hemptinne wieder auf, unter der Partnerschaft Société des Huiles De Cavel & Roegiers in Gent, wobei Roegiers erst 1929 Vollpartner wurde. In dieser Zeit erreichte de Hemptinne von Rhenania, dass der Name Elektrion in Deutschland durch Voltol ersetzt wurde. Die Elektrion-Fabrik mit ihrem Namen wurde weltweit, außerhalb Deutschlands, verwendet.

### Zwischen den Weltkriegen

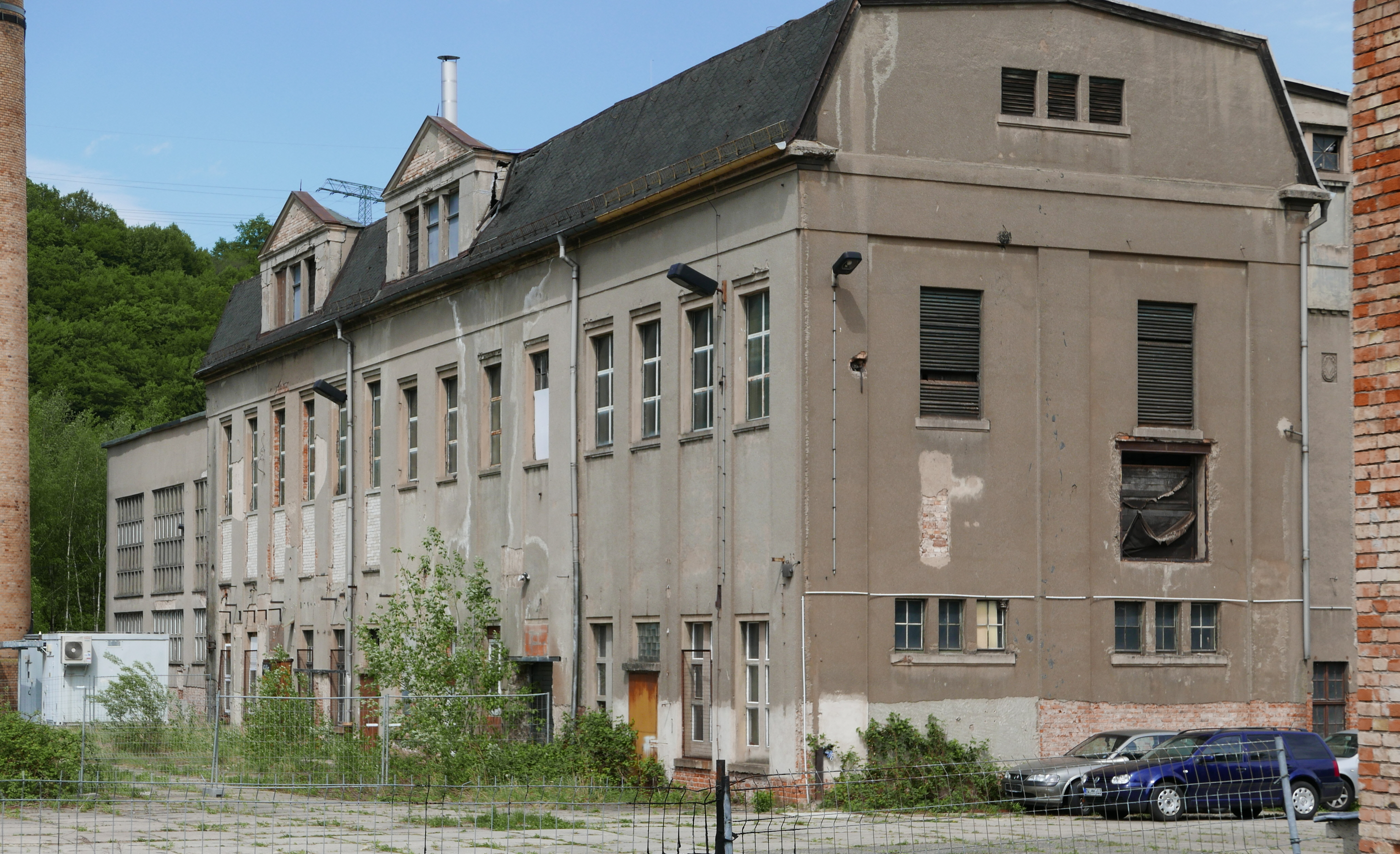
Produktionshalle 1921–1946

Ab dem 23. Januar 1922 verwendete die Gesellschaft den Produkt- und Firmennamen Elektrion nicht mehr, sondern betrieb das Unternehmen unter dem Namen Deutsche Voltolwerke-GmbH. 1924 gaben die Voltolwerke die aus Wondelgem stammenden Reaktoren wieder zurück, und de Cavel und Roegiers konnten die Elektrion-Ölproduktion in Gent am neuen Standort Nieuwewandeling 68 wieder aufbauen. Eine prominente Verwendung fand Voltol in den fünf Zwölf-Zylinder-Motoren des Luftschiffs LZ 126, das Hugo Eckener am 12. Oktober 1926 persönlich von Friedrichshafen nach Lakehurst überführte. 1925 übernahmen die Mineralölwerke Rhenania AG die Ölwerke Stern–Sonneborn AG und führte sie unter dem Namen Rhenania-Ossag Mineralölwerke AG weiter. Ab dem 19. August 1926 gingen die Deutschen Voltolwerke GmbH in der Rhenania-Ossag Mineralölwerke AG auf und wurden als unselbständige Abteilung unter der Betriebsbezeichnung Werk Freital, Abteilung Voltolwerke weiter geführt. Nach Belgien wurde Voltol nicht geliefert.

### Zweiter Weltkrieg
1939 wurde die Rhenania-Ossag im Rahmen der Kriegswirtschaft dem Zentralbüro für Mineralöl unterstellt. Im Zweiten Weltkrieg wurden folgende Mengen Endvoltol produziert:
- 1939: 1993 t
- 1940: 1598 t
- 1941: 1621 t
- 1942: 985 t

Abnehmer war hauptsächlich die Luftwaffe.

#### Weiterentwicklung
Ein großer Vorteil der Anwendung von elektrisch behandeltem Rapsöl war es, dass es das Auftreten von Ölkohle in den Zylindern verminderte. Von Nachteil war allerdings, dass die Kolbenringe zu verkleben begannen. Zwischen August 1942 und März 1943 wurden deshalb im Amsterdamer Laboratorium der Royal Dutch Shell Versuche durchgeführt, inwieweit Menge und Art der nicht löslichen Ölanteile zum Verkleben der Kolbenringe beitragen. Es wurde Strom mit einer Frequenz von 7500 Hz statt der in Freital gebräuchlichen 500 Hz angewendet. Der im Laborversuch auftretende Ölschlamm war zähflüssig und zog Fäden, der Freitaler Ölschlamm war gummiartig. Carl Zerbe (1894–1985), dem während des Zweiten Weltkriegs als ehemaligem Forschungsleiter der Rhenania-Ossag Mineralölwerke AG die Aufsicht über die Laboratorien der Royal Dutch Shell übertragen war, machte den Freitaler Ölschlamm für das Verkleben der Kolbenringe verantwortlich. Zerbe wollte die im Labor gewonnenen Erkenntnisse auf den Produktionsprozess in Freital übertragen, insbesondere wollte er Rapsöl und Mineralöl gleichzeitig dem Wechselstrom aussetzen. Zerbe hat so produziertes Öl aber nie erhalten. Weitere Versuche waren geplant, fanden aber nicht mehr statt.

#### Aufklärung der Alliierten
1941 wurden die Rhenania-Ossag-Werke erstmals als Ölziel erfasst und in der britischen District Target Map No 82 dargestellt. Die Bezeichnung lautete GQ 1612, wobei G für Germany und Q für ein Ölziel stand. Während die Gussstahlwerke in Freital-Döhlen als Stahlziel mit der Bezeichnung GF 2259 richtig eingetragen waren, wurde das Voltol-Werk im südlichen Freital-Deuben an der Grenze zu einem kleinen Industriegebiet in Freital-Hainsberg eingezeichnet. Zutreffend erwähnte aber die Legende der Karte, dass im Voltol-Werk ein Spezialöl für die Luftwaffe hergestellt wurde.
Im Juni 1943 wies das U.S. Enemy Oil Committee, Western Axis Subcommittee das Voltol-Werk nur noch in einer Fußnote nach. In einem erneuten Bericht vom 15. Dezember 1943 blieb der Hinweis erhalten, aber das Subcommittee hielt das Werk für wahrscheinlich nicht existent, wenn es aber doch existieren sollte, sei mit einer Jahresproduktion von 70.000 t zu rechnen. Am 3. Juni 1944 wurde das Werk als zuverlässig nachgewiesen und möglicherweise existent bezeichnet. Wie bei der Herstellung von synthetischem Treibstoff werde Braunkohle verwendet.
Am 21. Juli 1944 nahm die 7th Photographic Reconnaissance Group ein Luftbild von Birkigt im Maßstab von 1:6.000 auf. Dort wurde die südöstlich liegende Gebrüder Bühler GmbH, Mühlenbauanstalt und Maschinenfabrik in der Gitterseer Straße 13 und die ihr benachbarte Kunstmöbelfabrik Anton Schega als Zielmittelpunkt handschriftlich eingetragen. In einem zweiten Luftbild vom gleichen Tage im Maßstab 1:32.000 zeigt wieder ein Pfeil auf die Maschinenfabrik Bühler als Zielmittelpunkt. Die beiden Luftbilder wurden in ein Target Information Sheet, ein Informationsblatt, übernommen. Voltol wurde darin zutreffend als Pflanzenöl bezeichnet, das mit Strom behandelt wird, anderem Schmieröl beigemischt wird, dort für gleichbleibende Konsistenz bei extremen Temperaturen sorgt und deshalb von Bedeutung für Flugzeugschmierstoffe ist. Die Jahresproduktion wurde mit 6.000 t angegeben, die Bedeutung sei aber größer als die Menge nahelegt.

#### Die Bombardierung von Freital-Birkigt am 24. August 1944
Im Einsatzbefehl für die 486th und 487th Bombing Group der 3rd Bombardment Division der 8th Air Force – „Mighty Eight“ – wurde auf die Wichtigkeit des Ziels hingewiesen: Obwohl das Voltol-Werk nur das siebzehnte von 26 Zielen der 8th Air Force sei, sei es doch die einzige Fabrik in Deutschland, die hochwertige Flugzeugschmierstoffe veredle, und sei noch nie angegriffen worden.
Die 3rd Bombardment Division flog am 24. August 1944 drei Ziele an: Kiel, Freital und Brüx (heute: Most/Tschechien). Die 486th Bombing Group flog von Sudbury aus, die 487th Bombing Group von Levenham aus. In Suffolk an der Ostküste vereinigten sich beide Bombergruppen und flogen über Helgoland, Cuxhaven und Magdeburg nach Cottbus. Dort kehrten sie und flogen wieder westlich in Richtung Dresden. Sie umflogen die dort stationierten Fliegerabwehrkanonen knapp und klinkten zwischen 12:59 Uhr und 13:05 Uhr über Dresden-Mockritz 500 Sprengbomben aus. Die Bombardierung erfolgte mit großer Genauigkeit. 47 % der Sprengbomben schlugen in einem Umkreis von 150 m vom Zielmittelpunkt ein.
Die Flugabwehr, die aus zu wenigen Geschützen bestand, schoss nur noch schwach und ungenau.

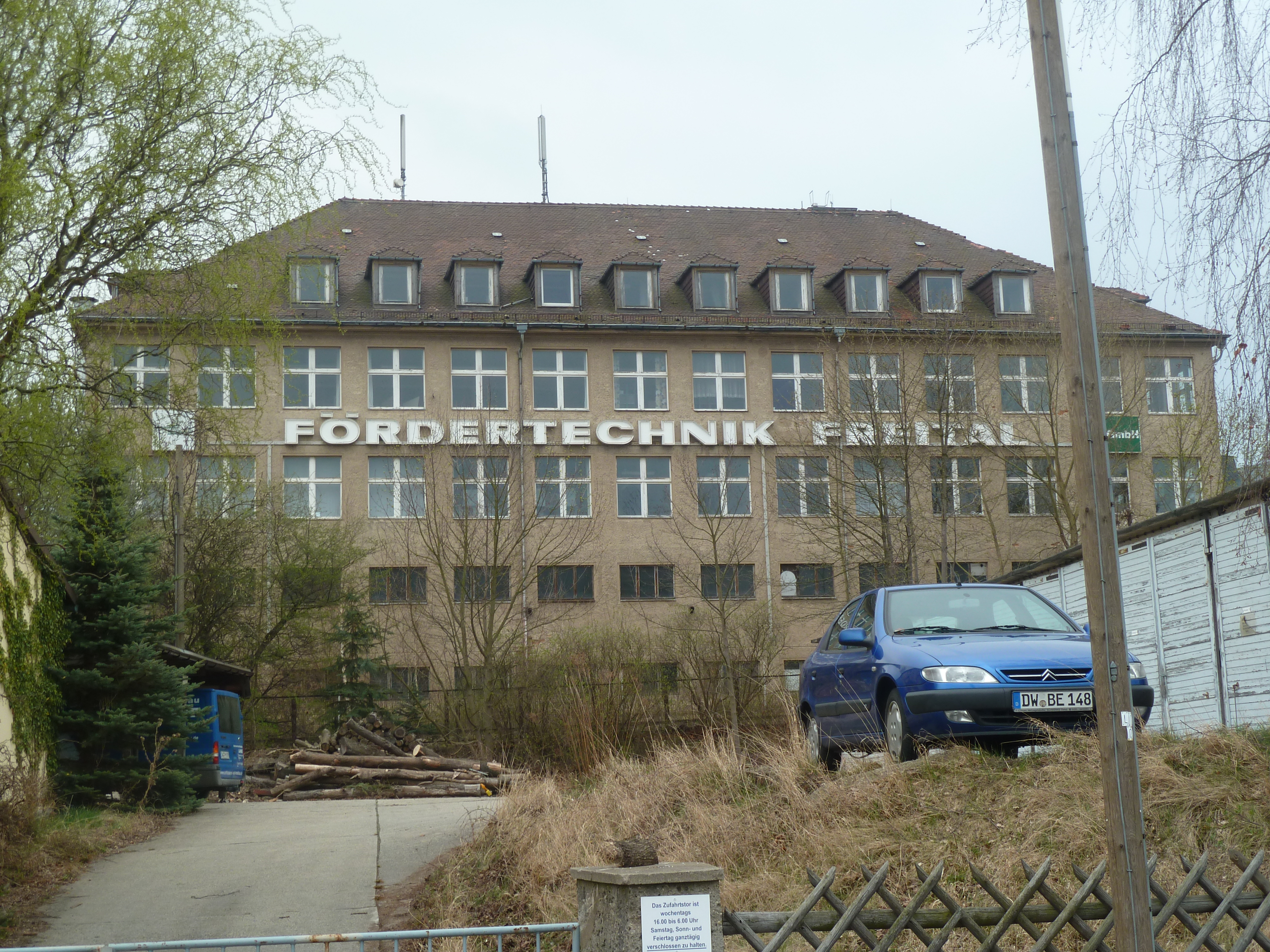
Bombardierte Maschinenfabrik Bühler

Getroffen wurden aber nicht die vermeintlichen Voltol-Werke, sondern die als Zielmittelpunkt eingetragene Maschinenfabrik Bühler und die Möbelfabrik Anton Schega, welche völlig zerstört wurde. Schwer getroffen, aber nicht gänzlich zerstört wurde die 350 m ostwärts vom Voltol-Werk liegende Maschinenfabrik Otto Hänsel, welche Bonbonwickelmaschinen, Dropsrollmaschinen und das zum Einschlagen erforderliche Wachspapier herstellte. Bei der Maschinenfabrik Bühler gab es 51 Tote und 40 Verletzte und bei der Maschinenfabrik Hänsel 82 Tote und einen Schwerverletzten. Insgesamt gab es 244 Todesopfer. Mit geringen Schäden und ohne direkten Treffer kam das Voltolwerk davon.
Zweieinhalb Stunden nach dem Angriff nahm die 7th Photographic Reconnaissance Group ein Luftbild im Maßstab 1:10.200 auf, das die brennende Maschinenfabrik Bühler und das unversehrte Voltolwerk zeigt. Um 17:00 Uhr meldete der englische Rundfunk, dass der Freitaler Shell-Betrieb vernichtet sei. Im Auswertungsbericht der 3rd Bombardment Division vom 25. August 1944 wurden die Detonationen der „Ölraffinerie“ so zugeordnet: Kesselhaus: möglicherweise ein direkter Treffer; Hauptproduktionsgebäude: ein möglicher Treffer, ein Nahtreffer; Verwaltung: ein direkter und ein naher Treffer. Am 4. September 1944 fasste das Joint Oil Targets Committee das Ergebnis zusammen: „Von den einzigen bekannten Fabriken im deutschen Europa, die dieses Verfahren anwenden (gemeint das Voltol- oder Elektrion-Verfahren), ist eine in Freital bei Dresden von der U.S. 8th Air Force kürzlich schwer beschädigt worden. Die andere in Gent ist nicht mehr in deutscher Hand.“ Ein drittes, in Hamburg vermutetes Voltolwerk gab es nicht.

## Folgen
Obwohl das Werk unversehrt blieb, wurde Voltol in Freital nach Kriegsende nicht mehr produziert. In der Fabrikhalle stellte der VEB Chemische Werke Bussard unter anderem das Skiwachs „Drix“ her. Die Halle steht leer und wird teilweise als Werkstatt genutzt. Die Elektrion-Werke nahmen 1946 den Betrieb in Gent wieder auf. 1958 errichteten sie ein neues Büro und Laborgebäude. Sie wurden zum größten konzernunabhängigen Schmierölhersteller in Belgien und stellen Elektrion-Schmieröl in vielen Qualitäten her. Voltol wird als Shell-Voltol-Gleitöl angeboten.